# Mateja Kežman
Mateja Kežman (serbisk: Матеја Кежман) (født 12. april 1979 i Zemun, Beograd, Jugoslavien) er en serbisk tidligere fodboldspiller.
Hans karriere begyndte i Zemun i år 1995, hvorefter han skiftede til Radnik (VG) hvor han spillede til 1997. Herefter tog han til Smederevo hvor han spillede til december 1997 (14 kampe, 4 mål). Herefter tog han til Loznica frem til sommeren i år 1998 (13 kampe, 5 mål). Herfefter tog han til Partizan til år 2000 (60 kampe, 34 mål). Derefter tog han til PSV Eindhoven hvor han spillede til år 2004 (122 kampe, 105 mål). Derefter tog han til Chelsea F.C. til år 2005 (25 kampe, 4 mål). Herefter tog han til Atlético Madrid hvor han spillede til år 2006 (30 kampe, 8 mål). Herefter tog han til Fenerbahçe SK, hvor han spillede til år 2008 (46 kampe, 20 mål). Han blev derefter udlejet til Paris Saint-Germain med forkøbsret, som klubben udnyttede, da sæsonen sluttede. Han blev i august 2009 udlånt til det russiske hold FC Zenit St. Petersburg.

## Landsholdet
Mateja Kezman debuterede på serbiske landshold i en kamp mod Kina 25. maj 2000. Siden er det blevet til 49 landskampe og 17 mål.